# Scythische talen
De Scythische talen zijn een groep van Oost-Iraanse talen uit de klassieke en de late oudheid, gesproken in een uitgestrekt gebied van Eurazië genaamd Scythië. Behalve het moderne Ossetisch, dat afstamt van de Alaanse variant, worden deze talen allemaal als uitgestorven beschouwd. Moderne Oost-Iraanse talen zoals het Wachi zijn echter verwant aan de Oost-Scytho-Hotanese dialecten die in de koninkrijken Hotan en Tumxuk in het oude Tarimbekken, in het zuiden van het huidige Xinjiang, China werden gesproken.
De locatie en omvang van Scythië varieerden door de tijd heen, maar omvatte over het algemeen het deel van Oost-Europa ten oosten van de rivier de Wisła en een groot deel van Centraal-Azië tot aan het Tarimbekken. De sprekers maakten deel uit van de bredere Scythische culturen, waaronder de Massageten, Saken, Sarmaten, Scythen en anderen. De dominante etnische groepen onder de Scythische sprekers waren de nomadische herders van Centraal-Azië en de Pontisch-Kaspische steppe . Fragmenten van hun taal die bekend zijn uit inscripties en woorden die door oude auteurs zijn genoemd, evenals analyse van hun namen geven aan dat het een Indo-Europese taal was, in het bijzonder van de Iraanse groep Indo-Iraanse talen.

## Classificatie
De overgrote meerderheid van de Scythologische geleerden is het erover eens dat de Scythische talen (en het Ossetisch) als een onderdeel van de Oost-Iraanse taalgroep kunnen worden beschouwd. Deze Iraanse hypothese is voornamelijk gebaseerd op het feit dat de Griekse inscripties rond de noordelijke kust van de Zwarte Zee enkele honderden Sarmatische namen bevatten die een nauwe verwantschap vertonen met het Ossetisch. De Iraanse talen zijn echter nog niet volledig geclassificeerd, en van de Oost-Iraanse talen is niet aangetoond dat ze een echte subgroep vormen.
Sommige geleerden hebben een opsplitsing van het Scythisch in twee dialecten gevonden: een westelijk, conservatiever dialect en een oostelijk, innovatiever dialect. De Scythische talen hebben mogelijk een continuïteit in het dialect gevormd:

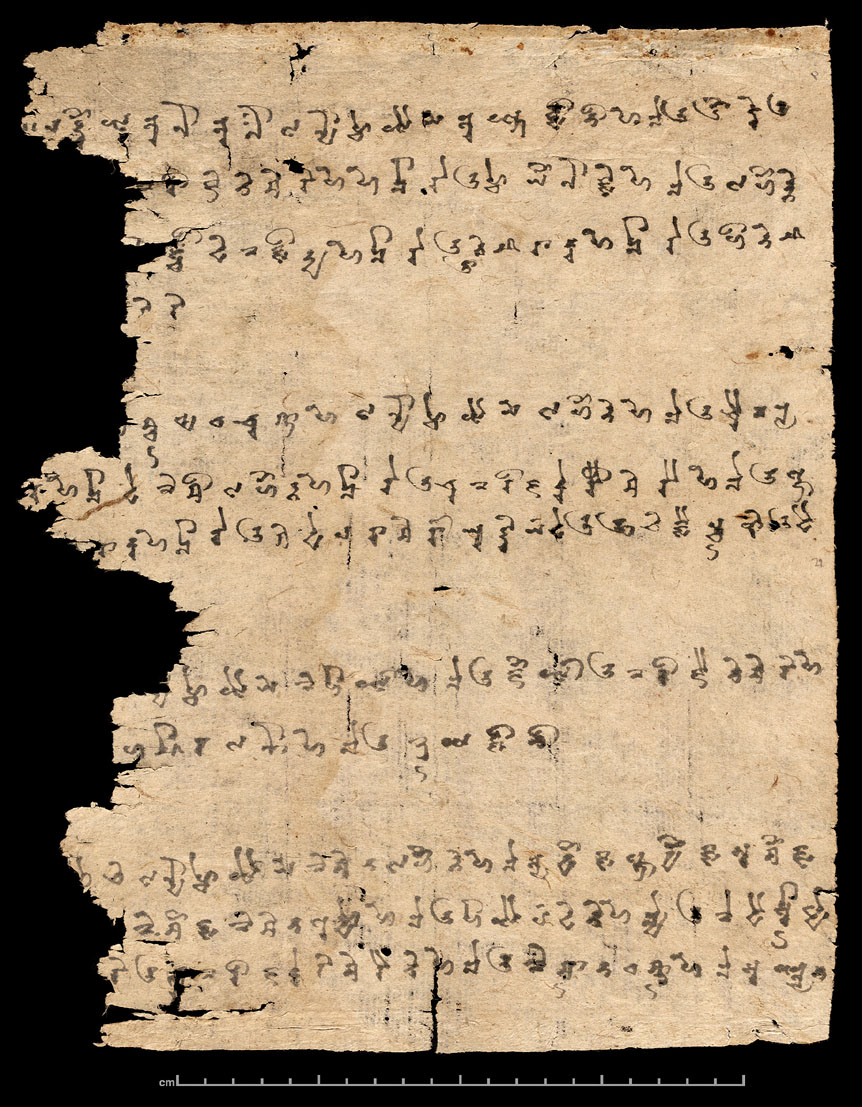
Een document uit Hotan geschreven in het Hotanees, onderdeel van de Oost-Iraanse tak van de Indo-Europese talen, met een opsomming van de dieren van de Chinese dierenriem in de cyclus van voorspellingen voor mensen geboren in dat jaar; inkt op papier, begin 9e eeuw

- De Alanische talen of Scytho-Sarmatisch in het westen: gesproken door mensen die oorspronkelijk van Iraanse afkomst waren[3] vanaf de 8e en 7e eeuw voor Christus in het gebied wat nu het huidige Oekraïne, Zuid-Rusland en Kazachstan is. Het moderne Ossetisch overleeft als een voortzetting van de taalfamilie die mogelijk wordt vertegenwoordigd door Scytho-Sarmatische inscripties, hoewel de Scytho-Sarmatische taalfamilie "niet simpelweg dezelfde [Ossetische] taal vertegenwoordigt" in een eerder stadium.[4]

- De Saka-talen of Scytho-Hotanese in het oosten: gesproken in de eerste eeuw in het koninkrijk Hotan (gelegen in het huidige Xinjiang, China), waaronder het Hotanees uit Hotan en Tumxuks uit Tumxuk.

Andere Oost-Iraanse talen gerelateerd aan het Scythisch zijn het Chorasmisch en het Sogdisch.

## Geschiedenis

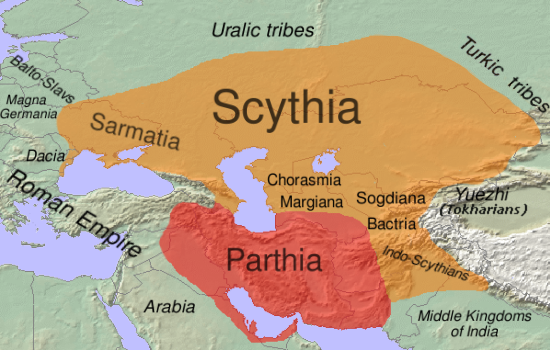
De geschatte verspreiding van Oost-Iraanse talen in 100 voor Christus, in oranje.

Vroege Oost-Iraniërs zijn ontstaan in de Jazcultuur (ca. 1500–1100 voor Christus) in Centraal-Azië. De Scythen migreerden van Centraal-Azië naar Oost-Europa in de 8e en 7e eeuw voor Christus, bewoonden het huidige Zuid-Rusland, Oekraïne, het Karpatenbekken en delen van Moldavië en Dobroedzja. Ze verdwenen uit de geschiedenis na de Hunnische invasie van Europa in de 5e eeuw na Christus. Turkse (Avaren, Petsjenegen, enz.) en Slavische volkeren hebben waarschijnlijk de meeste mensen die Scythisch spraken in zich opgenomen. Maar in de Kaukasus, is het Ossetisch in gebruik gebleven, terwijl in Centraal-Azië sommige talen die behoren tot de Oost-Iraanse groep nog steeds worden gesproken, namelijk het Pasjtoe, de Pamirtalen en het Yaghnobi.

## Corpus

### Inscripties
Sommige geleerden schrijven bepaalde inscripties in het Karpatenbekken en in Centraal-Azië toe aan de Scythen, maar de interpretatie van deze inscripties blijft betwist (aangezien niemand het alfabet definitief heeft kunnen identificeren of de inhoud heeft kunnen vertalen).
Een inscriptie van Saqqez geschreven in het Hittitisch hiërogliefen script kan mogelijk Scythisch voorstellen:
| Transliteratie: | par-tì-ta₅-wa₅ ki-ś₃-a₄-á KUR-u-pa-ti QU-wa-a₅ \| i₅-pa-ś₂-a-m₂ |
| Transcriptie:   | Partitava xšaya DAHYUupati xva \| ipašyam                       |
| Vertaling:      | Koning Partitavas, de meester van het landbezit.                |

Koning Partitavas is dezelfde Scythische koning Prototyēs in Herodotus (1.103) en in Assyrische bronnen stond hij bekend als Par-ta-tu-a.
De Issyk-inscriptie, gevonden in een Scythische koergan, daterend uit de 4e eeuw voor Christus, is nog niet ontcijferd, maar sommigen nemen aan dat het Scythisch voorsteld.

### Persoonsnamen
De belangrijkste bronnen voor Scythische woorden blijven de Scythische toponiemen, stamnamen en talrijke persoonsnamen in oude Griekse teksten en in Griekse inscripties, gevonden in de Griekse kolonies aan de noordelijke kust van de Zwarte Zee. Deze namen suggereren dat het Sarmatiaans overeenkomsten vertoonde met het moderne Ossetisch. Mayrhofer heeft Iraanse etymologieën toegewezen aan Scythische namen die door Herodotus zijn overgenomen: bijvoorbeeld Ταργιτάος Targitaos uit het Oud-Iraans *darga-tavah-, wat betekent: "hij wiens kracht langdurig is".

## Alaans
De Alaanse taal zoals het gesproken werd door de Alanen van ongeveer de 5e tot de 11e eeuw na Christus vormde een dialect dat rechtstreeks afstamde van de eerdere Scytho-Sarmatiaanse talen en vormde op zijn beurt de voorouder van het Ossetisch. Byzantijns-Griekse auteurs hebben slechts enkele fragmenten van deze taal vastgelegd.